# Natja Brunckhorst
Natja Brunckhorst (Berlino Ovest, 26 settembre 1966) è un'attrice e sceneggiatrice tedesca.

## Biografia
Famosa per l'interpretazione, in età adolescenziale, di Christiane F. nel celebre film di Uli Edel Cristiana F. - Noi, i ragazzi dello zoo di Berlino (1981), nel 1982 riceve una parte in Querelle de Brest, film diretto da Rainer Werner Fassbinder. Terminate le riprese, l'attrice abbandona la carriera per seguire gli studi in Inghilterra. Torna in Germania nel 1987 per frequentare una scuola d'arte drammatica a Bochum.
Dal 1994 lavora come sceneggiatrice, curando gli script di numerose serie, tra cui quelli di Lady Cop (Die Kommissarin), fiction poliziesca prodotta nel 1994 in Germania. Nel 2000 recita in La principessa + il guerriero di Tom Tykwer e anche nella serie TV tedesca Dr. Sommerfeld - Neues vom Bülowbogen. Nel 2011 interpreta il film a basso budget Totem di Jessica Krummacher.

### Vita privata
È stata sposata dal 1987 al 1993 con l'attore tedesco Dominic Raacke, con il quale ha avuto una figlia, Emma, nel 1991; vive a Monaco di Baviera.
Natja Brunckhorst è membro della associazione Mensa che raccoglie persone con un alto quoziente d'intelligenza.

## Filmografia parziale
- Cristiana F. - Noi, i ragazzi dello zoo di Berlino (Christiane F. - Wir Kinder vom Bahnhof Zoo), regia di Uli Edel (1981)
- Querelle de Brest (Querelle), regia di Rainer Werner Fassbinder (1982)
- La principessa + il guerriero (Der Krieger und die Kaiserin), regia di Tom Tykwer (2000)
- Totem, regia di Jessica Krummacher (2011)